# Krausismo

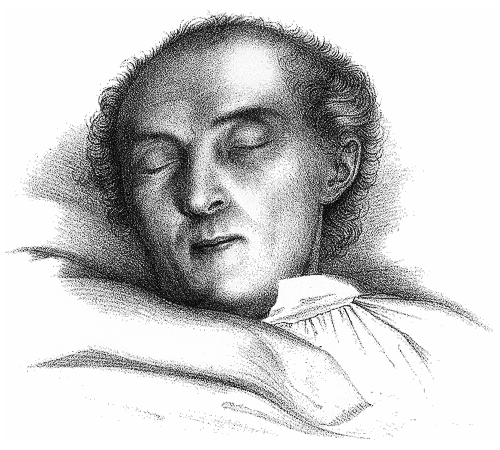
Karl Christian Friedrich Krause en su lecho de muerte.

El krausismo es una doctrina idealista que se funda en una conciliación entre el teísmo y el panteísmo, según la cual Dios, sin ser el mundo (panteísmo) ni estar fuera de él (teísmo), lo contiene en sí y de él trasciende. Dicha concepción se denomina panenteísmo. Debe su nombre al pensador postkantiano alemán Karl Christian Friedrich Krause (1781-1832). Esta filosofía tuvo gran difusión en España, donde alcanzó su máximo desarrollo práctico gracias a la obra de su gran divulgador, Julián Sanz del Río, y a la Institución Libre de Enseñanza dirigida por Francisco Giner de los Ríos, además de la contribución del jurista Federico de Castro y Fernández.
El krausismo defiende la tolerancia académica y la libertad de cátedra frente al dogmatismo.

## El krausismo español
Alrededor del año 1840, un grupo de juristas españoles y entre ellos Julián Sanz del Río buscan una doctrina política que dentro del liberalismo inicie el proceso regenerador que necesita el país y contenga en sí un elemento espiritual que no se encuentra en la formulación doctrinaria del liberalismo entonces en boga. Lo encontraron cuando Ruperto Navarro Zamorano, miembro del grupo de amigos de Sanz del Río, tradujo en 1841 el Curso de Derecho Natural, o Filosofía del Derecho de Heinrich Ahrens publicado en París en 1837, donde expone que el fundamento del Derecho consiste en la "condicionalidad": el conjunto de las condiciones exteriores de que depende el destino racional del hombre y la humanidad que ha de desarrollarse sistemáticamente como un orden universal de piedad, abnegación y altruismo. Esta filosofía se resume en la fórmula del "racionalismo armónico" o "panenteísmo" y en la obra de Krause Ideal de humanidad para la vida (1811).
Las implicaciones pedagógicas de la filosofía krausista obligan a poner en contacto directo al alumno con la naturaleza y con cualquier objeto de conocimiento (de ahí la importancia de las clases experimentales y de las excursiones), así como a establecer un gradualismo desde los gérmenes de cada disciplina de conocimiento hasta la suma complicación e interconexión de los niveles superiores. Por otra parte, es fundamental en el krausismo la laicidad y la creencia antidogmática en un dios ajeno a reglamentaciones de ningún tipo.
Si bien Krause tuvo fieles seguidores en Bélgica (Heinrich Ahrens, Guillaume Tiberghien), Holanda y Latinoamérica, fue en España donde se aplicó y ejerció un influjo duradero en la vida artística e intelectual entre 1868 y 1936, fecha en que la Guerra Civil dispersó a sus miembros más destacados fundamentalmente en Gran Bretaña y países de Hispanoamérica. Entre estos cabe citar a Alberto Jiménez Fraud,  Pablo de Azcárate, Franco Díaz de Cerio y Joaquín Xirau.
Como estudiosos del krausismo en España (y la Institución Libre de Enseñanza, tan vinculada a él) han destacado Juan López-Morillas, María Dolores Gómez Molleda, Vicente Cacho Viu, Elías Díaz, Julio Caro Baroja y Eloy Terrón, entre otros.

## El krausismo en Hispanoamérica
Debido al idioma común, ciertos hispanoamericanos fueron exiliados a España donde se pusieron en contacto con las doctrinas de Krause. El caso más directo fue el del puertorriqueño Eugenio María de Hostos, quien estudió con Sanz del Río y cuya novela La peregrinación de Bayoán está totalmente imbuida con una filosofía unitaria del organismo social. Hostos, por ejemplo, pregona la liberación de la mujer, pero más que como un derecho humano, más bien como un bien mayor para la colectividad, para el organismo social. Otro caribeño, el prócer y literato cubano José Martí, después de padecer un presidio político de trabajos forzados y grillete por haber escrito cartas contra la brutalidad militar del régimen colonial transatlántico, y pese a su juventud, logra salir del presidio y exiliarse en la Península. Después de seis meses de labor dura pudo estudiar Derecho cuando también se puso en contacto con las doctrinas de Krause.
Los dos, Martí y Hostos, aunque con un discurso muy propio y original, formulan un discurso con influencia al principio de esa especie de liberalismo krausista donde el individuo actúe para la mejora de la sociedad. En ambos casos, este discurso evoluciona hasta el llamado «nacionalismo antiimperialista» (término elaborado por el Dr. Rafael Cuevas, y referido al análisis del discurso del patriota nicaragüense Augusto C. Sandino que lucha contra la ocupación estadounidense). Hostos y Martí acabaron siendo próceres independentistas y aliados en su lucha anticolonial, en este caso tanto de Cuba como de Puerto Rico, contra España. Además, los dos fueron iniciados en la francmasonería, confirmándose la influencia mutua entre el krausismo y la masonería. Esto promueve una especie de red social de apoyo a la emigración de educadores liberales krausistas que llegan a las repúblicas independientes con gobernantes liberales latinoamericanos, y se destacan en la educación, como fue el caso de Costa Rica.
Más tarde, figuras tales como Alfonso Reyes, José Enrique Rodó, Alejandro Deustua, [cita requerida]y Alejandro Korn se apropiaron la doctrina ya en América o todavía en sus viajes por Europa. Reyes, por ejemplo, dio conferencias en la Residencia de Estudiantes en Madrid, y Rodó comenzó a palpar el krausismo mediante su larga relación epistolar con Leopoldo Alas. En Rodó el krausismo fomenta una preocupación estética.